# ヘルマン・プレル
ヘルマン・プレル（Hermann Prell、1854年4月29日 - 1922年5月18日）は、ドイツの画家である。宗教画や風景画を描いた。

## 略歴
ライプツィヒで絹商品の商人の息子として生まれた。父親は当初ヘルマンが画家になることに反対したため、当時有力な画家であったヴィルヘルム・フォン・カウルバッハ(1805-1874)に習作を送り、自分に才能をあるかどうかの評価を求めた。カウルバッハは父親に手紙を送り、父親はヘルマンが美術の道に進むことを認めた。
16歳で高校を卒業。その後、ドレスデンの美術アカデミーでテオドール・グロッセ(Theodor Grosse: 1829-1891)に、ベルリンの美術アカデミーでカール・グッソー(1843-1907)に師事した。1879年から1881年の間はイタリアに滞在し、ハンス・フォン・マレース(1837-1887)に師事。同時期にフィレンツェで働いていた象徴主義の画家のアルノルト・ベックリン(1827-1901)からも影響を受けた。ベルリンに戻った後は1886年からプロイセンの美術アカデミーで教鞭を執り、その年に結婚。1892年にドレスデンの美術アカデミーの教授に任命され、1914年までその仕事を続けた。1893年頃、ベルリン大美術展で金メダルを受賞した。
弟のヴァルター・プレル(Walter Prell: 1857-1936)も画家になり、息子のハインリヒ・プレル(Heinrich Bernward Prell: 1888-1962)は動物学者になった。

## 作品

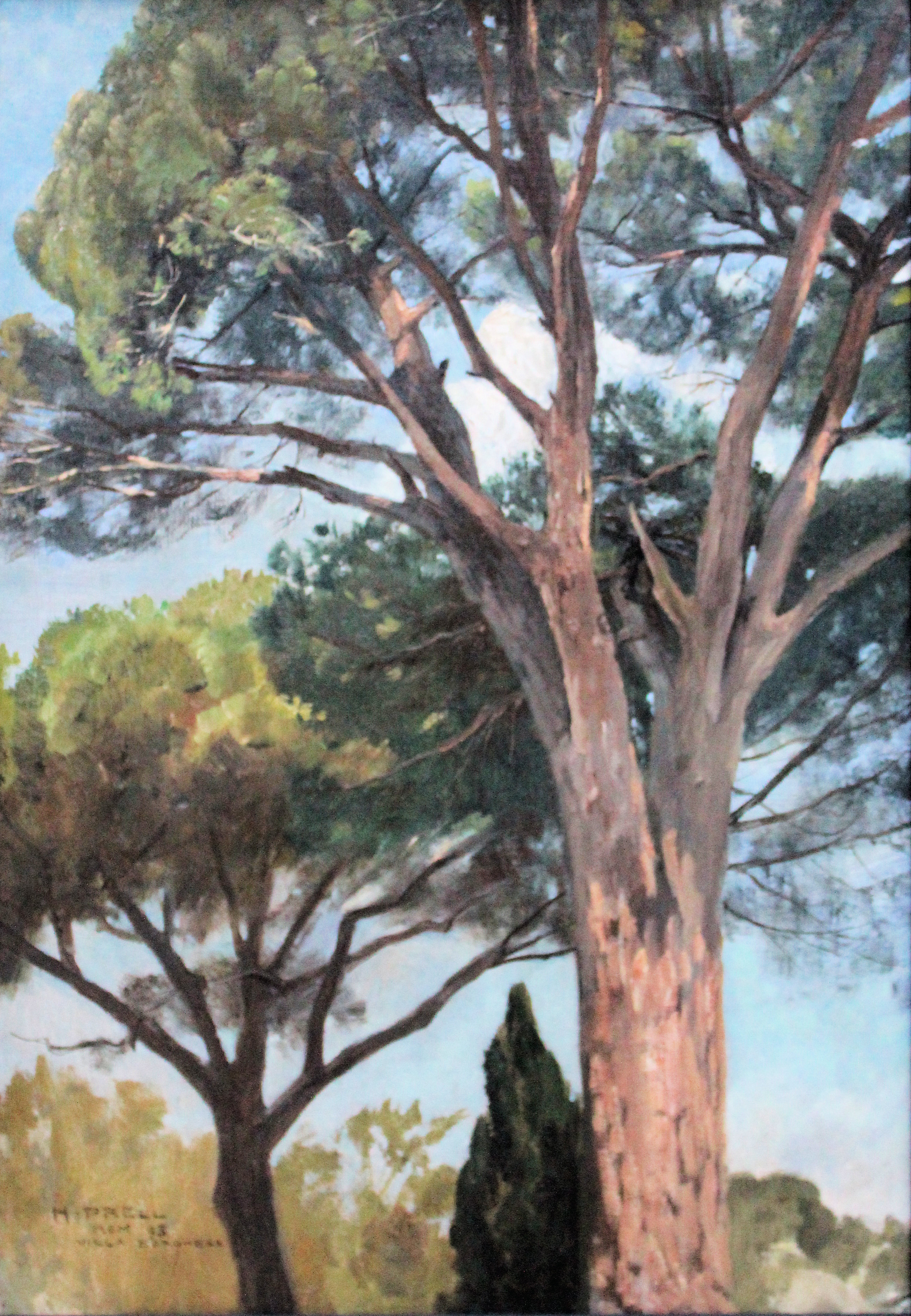
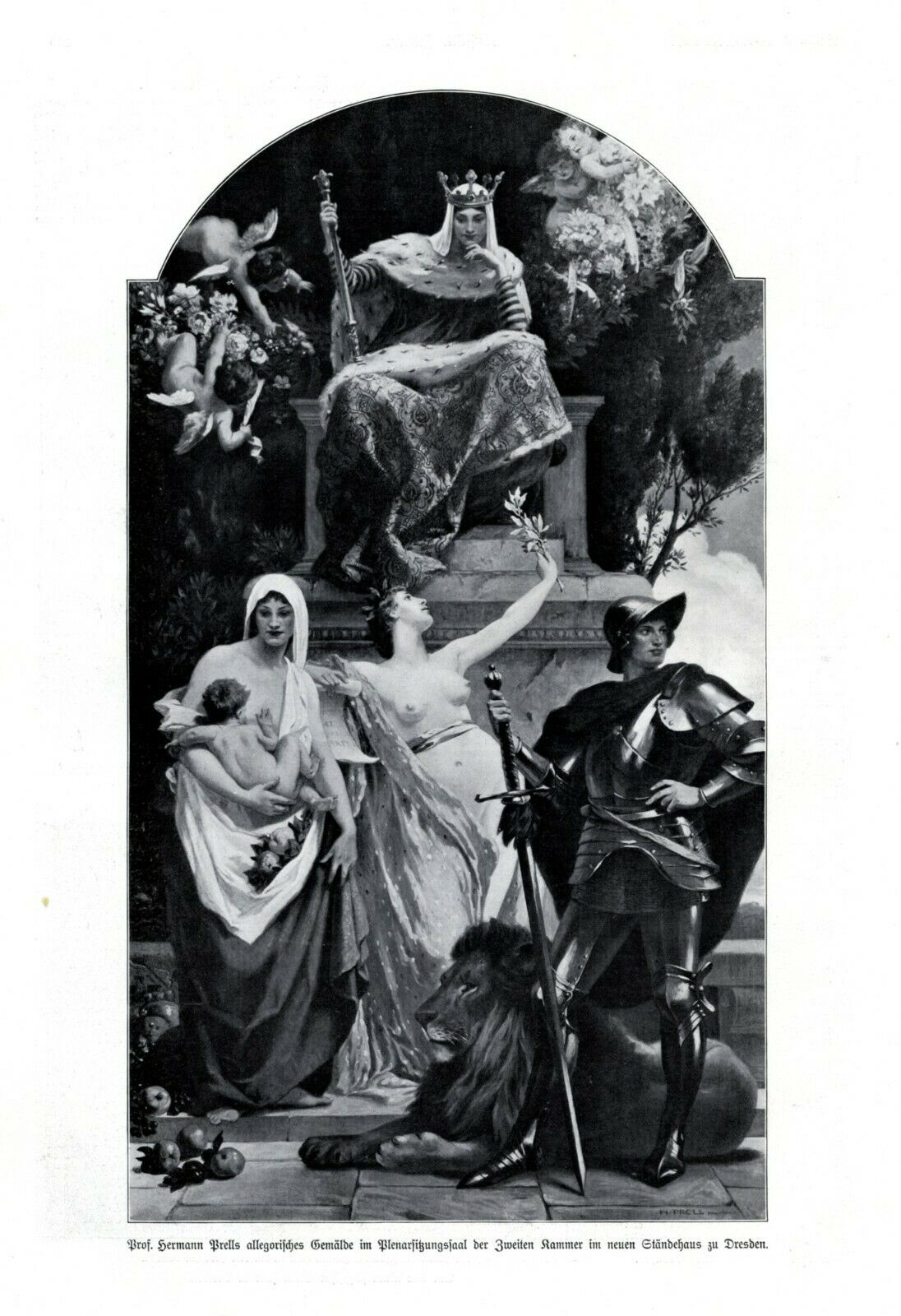

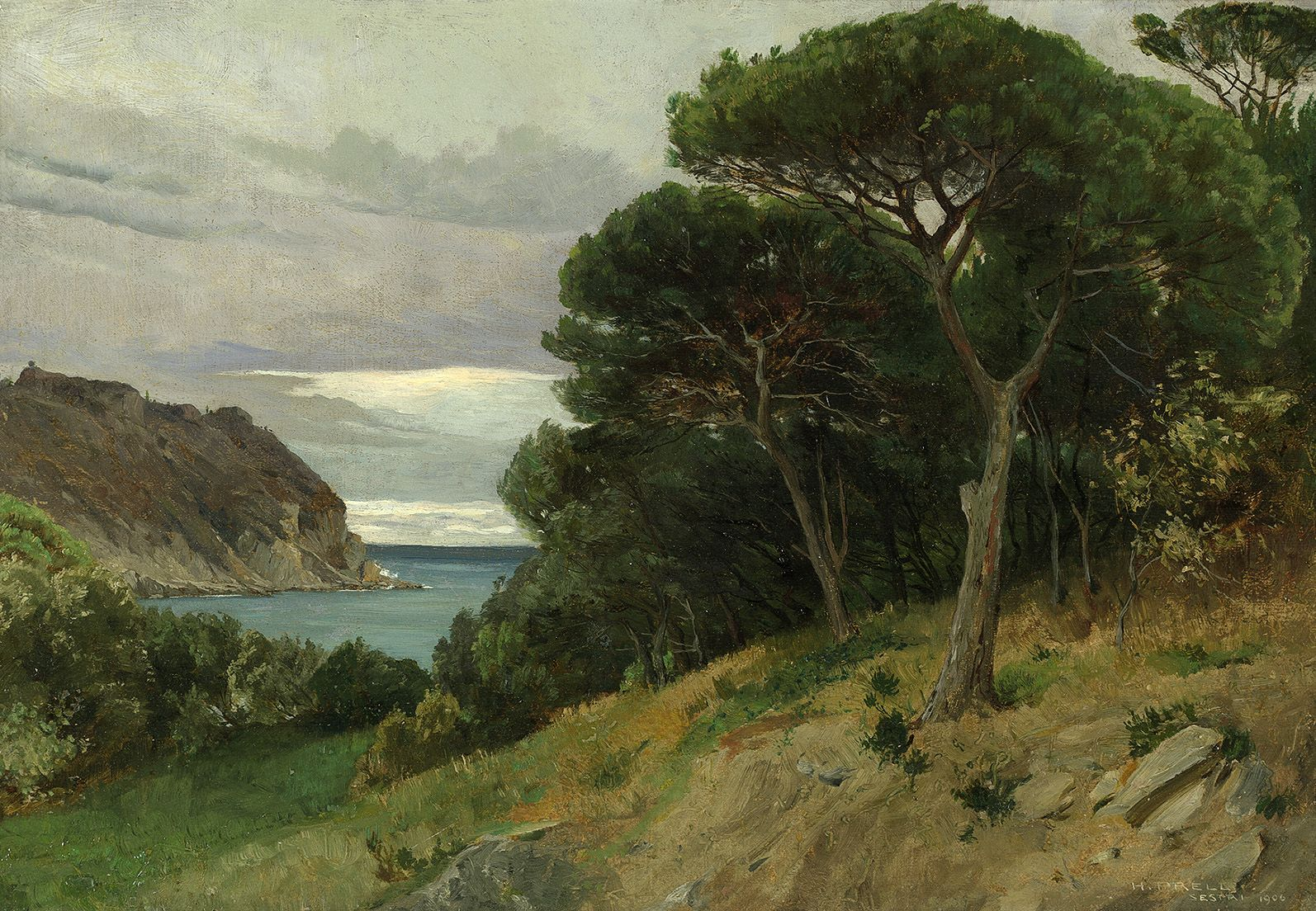
セストリ・レヴァンテの海岸
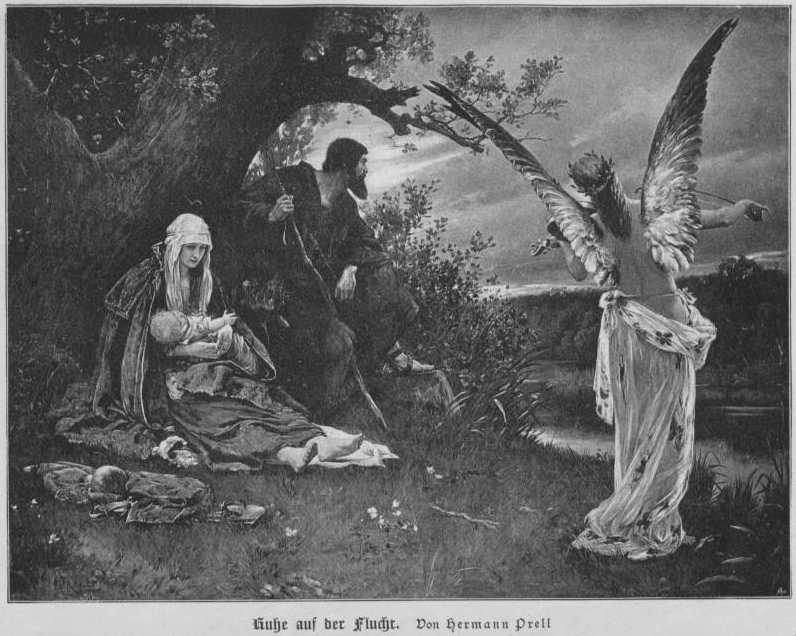
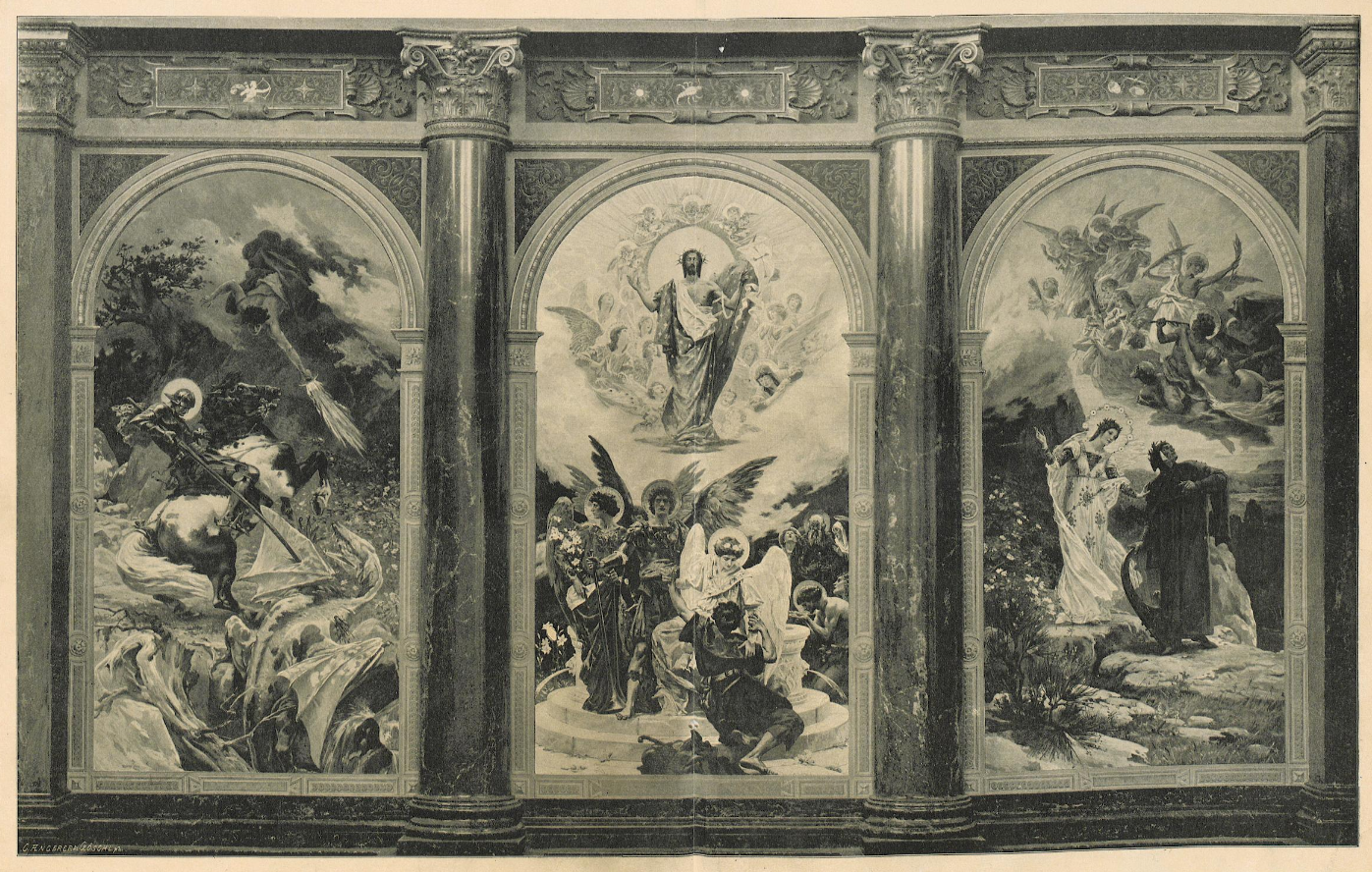
壁画